# فابيو نونيس
فابيو نونيس (بالبرتغالية: Fábio Nunes Fernandes‏) (15 يناير 1980 في بورتو أليغري في البرازيل – )؛ هو لاعب كرة قدم سابق كان يلعب كمهاجم.

## وصلات خارجية
- فابيو نونيس على موقع رابطة كرة القدم اليابانية للمحترفين (اليابانية)
- فابيو نونيس على موقع قاعدة بيانات كرة القدم.إي يو (الإنجليزية)
- فابيو نونيس على موقع Soccerway.com (الإنجليزية)
- فابيو نونيس على موقع عالم كرة القدم.نت (الإنجليزية)